# Газетная вырезка
Газетная вырезка — вырезанная часть текста из бумажной газеты. Может использоваться как архив исторических событий. Многие старые выпуски газет могут отсутствовать в книгопечатных хранилищах и поэтому составляют исторический интерес. Раньше применялись для мониторинга информации в газетах. В настоящее время газетными вырезками можно называть профессиональный термин «пресс-клиппинг».

## История
Генри Ромейке был родоначальником мониторинга СМИ в XIX веке. Ромейке вручную собирал информацию в газетах, делал вырезки и продавал их частным лицам. Всё началось в Париже, где он увидел, как мужчина покупает в газетном киоске 10 газет за гораздо бо́льшие деньги, чем они стоили. Поинтересовавшись у продавщицы в киоске, он узнал, что тот мужчина был художником, у которого недавно прошла выставка его работ. Художник заплатил продавщице за поиск любых упоминаний его имени во всех французских газетах. Это подтолкнуло Ромейке создать свой бизнес.
В 1881 году Генри Ромейке открыл первое в мире бюро газетных вырезок. В бюро стали обращаться публичные люди, а позже и компании с политиками. Добившись коммерческого успеха, компания Ромейке стала собираться информацию впрок, чтобы предоставить необходимую информацию заказчику в любой момент. Информация собиралась о событиях, людях, памятниках, браках, изобретениях, книгах, искусстве и т.д. К 1890 году бюро газетных вырезок уже находились в Париже, Берлине, Лондоне и Нью-Йорке, а штаб мог насчитывать более 100 сотрудников. Сейчас компания Ромейке носит название Cision  и занимается мониторингом информации в современных СМИ.

В Российской империи также появилось своё бюро газетных вырезок, называемое «обществом трудовой помощи образованным лицам» при доме трудолюбия. Услугами бюро пользовалась, в частности, российская полиция. 

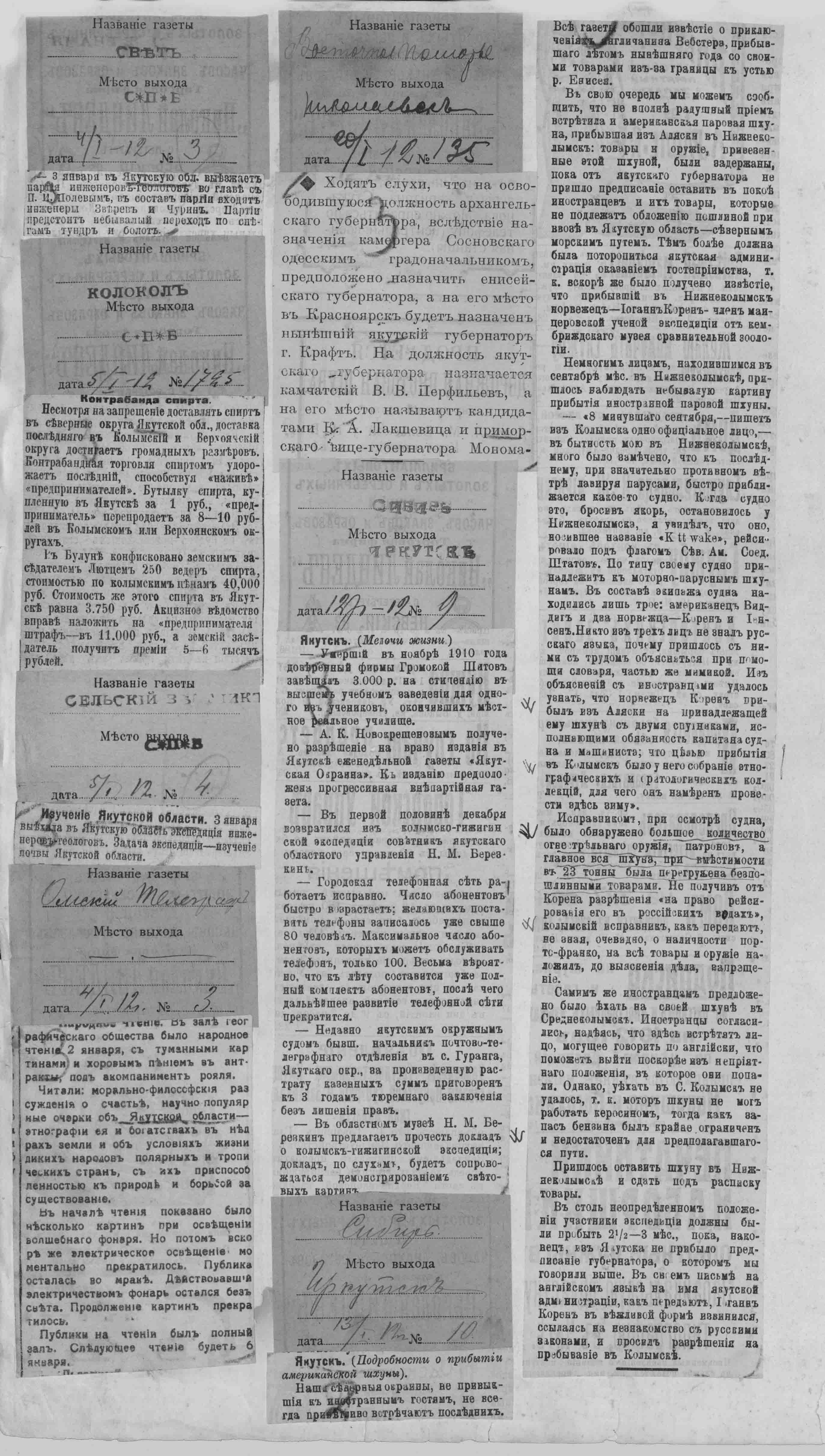

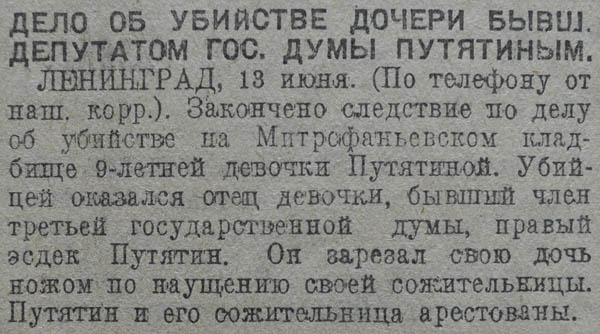

## Пресс-клиппинг
Пресс-клиппинг используется в маркетинге для мониторинга и анализа деятельности компании в прессе. Пресс-клиппинг предполагает поиск публикаций не только в бумажных газетах, но и в интернет-источниках. Им занимаются маркетинговые отделы компаний, чтобы выбирать и корректировать рекламные стратегии и развитие бренда. Это помогает оценить успешность маркетинговой компании и оценить уровень интереса и общественного запроса на предмет рекламы.
Виды клиппинга:
- предметный клиппинг — подборка публикаций, в которых упоминается фирма, товар, бренд, предмет;
- событийный клиппинг — подборка материалов о неком событии, за определённый отрезок времени; клиппинг проводится только по выходящим на момент события изданиям и даёт четкую картину эффективности осуществленных мероприятий;
- персональный клиппинг — подборка публикаций, а также анализ материалов в которых упоминается персона;
- тематический клиппинг — подборка информационных материалов, публикуемых по определенной теме;
- отраслевой клиппинг — подборка, новостей, публикаций, информационных материалов о событиях, людях в рамках одной отрасли.